# Julien Dossena
Pour les articles homonymes, voir Dossena (homonymie).
Julien Dossena, né le 8 août 1982 à Ploemeur dans le Morbihan, est un styliste français. Après un passage chez Balenciaga de 2008 à 2012, il est fondateur de la marque Atto en 2012, puis nommé directeur artistique de l'entreprise Paco Rabanne en juillet 2013.

## Enfance et éducation
Né dans le Morbihan, en France, Julien Dossena a grandi au Pouldu, une station balnéaire de Bretagne. Il a également vécu à Paris, à Berlin, et dans le Sud de la France. Après avoir obtenu son baccalauréat en 2000, il s'installe à Paris et intègre l’École supérieure des arts appliqués Duperré, puis à Bruxelles où il obtient son diplôme de stylisme à la prestigieuse école de mode La Cambre. 

## Carrière
Quittant Bruxelles pour retourner à Paris en 2007, Julien Dossena rejoint Balenciaga en tant que stagiaire en 2008 avant d’évoluer sous la houlette du directeur artistique de la maison, Nicolas Ghesquière. Peu de temps après avoir quitté Balenciaga en 2012, il lance sa propre marque, Atto, sélectionné pour le tout premier prix LVMH. En 2013, Julien Dossena est nommé directeur artistique de Paco Rabanne, maison de mode fondée en 1966.
Son premier défilé en septembre 2013, ainsi que le défilé suivant pour la collection automne-hiver 2014, font forte impression. Les critiques de mode louent alors sa manière de rafraîchir les codes iconiques de la maison tels que le mesh métal et l’assemblage, faisant place à la modernité et au confort. Dans L'Express, qui consacre deux pages au créateur, Charlotte Brunel souligne qu'avec cette première collection, la marque Paco Rabanne est « remise illico dans l'orbite de la mode la plus pointue ». Julien Dossena a expliqué se sentir responsable de l’évolution de l’héritage laissé par le fondateur de la marque, né sous le nom de Francisco Rabaneda y Cuervo. « Paco Rabanne a inventé tant de choses ; c’était un artiste et il a libéré les femmes. Dans mon travail, j’essaye de poursuivre cette approche innovante mais aussi de créer des vêtements qui sont à la fois pertinents et respectueux – en accord avec des convictions profondes. » 
Après le défilé de la collection automne-hiver 2018, Sarah Mower, critique mode du Vogue américain, déclare : « En l’espace de cinq ans, il a pris en main la réputation de la maison Paco Rabanne, relativement petite, et en a fait une marque incontournable du paysage de la mode. »  
Il collabore régulièrement avec des artistes de renom tels que Marie-Amélie Sauvé, Marco Ascoli, et Peter Saville.

## Distinctions
En 2006, encore étudiant, Julien Dossena reçoit le prix spécial du jury du Festival international de mode de Hyères.
Il est nommé président du jury de la 31ème édition du Festival de Hyères en 2016,.